# 2004年度新城國語力頒獎禮得獎名單
2004年度新城國語力頒獎禮得獎名單如下。

## 得獎名單

### 歌曲奖项
- 国语力歌曲
  - Super Star - S.H.E
  - 太想爱 - 刘德华
  - 帅哥无用 - Twins
  - 独照 - 容祖儿
  - 我不是黄蓉 - 王蓉
  - 听不到 - 梁静茹
  - 无可救药 - 林晓培
  - 关掉爱 - 许志安
  - 没有你怎么办 - Shine
  - 明瞭 - 张敬轩
  - One Love - Energy
  - 黄豆 - 陈小春
  - 我的未来不是梦 - 胡彦斌
  - 快 - 谢霆锋
  - 恒星的恒心 - 五月天
  - 不孤单 - 王杰
  - 我会想念你 - 张震岳
  - 你听得到 - 周杰伦
  - 就是爱 - 蔡依林
  - 归属感 - 梁咏琪
  - 看透 - 莫文蔚

- 新城国语力热爆K歌：太想爱 - 刘德华
- 新城国语力热播冠军歌曲大奖：看透 - 莫文蔚
- 新城国语力年度歌曲大奖：太想爱 - 刘德华
- 新城国语力亚洲大碟奖：《叶惠美》周杰伦

### 新人奖项
- 新城国语新势力
  - 男歌手：林子良、黄义达、罗志祥
  - 女歌手：王心凌、张韶涵
  - 组合：F.I.R.(飞儿乐团)、Shine

- 新城国语力香港地区新声音：萧正楠、叶文辉、黄馨、邓颖芝、唐尧麟
- 新城国语中国大陆新势力歌手：刘仲仪
- 新城国语中国大陆新势组合：与非门

### 歌手奖项
- 新城国语力歌王：周杰伦、谢霆锋、刘德华
- 新城国语力歌后：梁咏琪、容祖儿、蔡依林
- 新城国语力组合：S.H.E、Energy
- 新城国语力乐团：五月天

- 新城国语力演绎奖：梁静茹
- 新城国语力舞台大奖：蔡依林
- 新城国语力制作人大奖：张震岳

- 新城国语力香港歌手大奖：刘德华
- 新城国语力亚洲创作歌手大奖：周杰伦
- 新城国语力亚洲组合大奖：S.H.E
- 新城国语力亚洲歌手大奖：周杰伦、莫文蔚
- 新城国语力殿堂歌手大奖：张洪量